# Петко Русков
Петко Русков е преподавател и консултант. Той е ангажиран на щат във Факултета по математика и информатика на Софийския университет. Женен е, с две деца.

## Образование
Петко Русков завършва изчислителна техника в ТУ - София през 1977 година. През 1984 година защитава дисертация в ЦИИТ под ръководството на Кирил Боянов. Има следдипломни квалификации в Аризонския университет, Темс Вали Юнивърсити, Великобритания, Калифорнийски университет - Бъркли.

## Професионална дейност
В работата си доц. Русков съчетава дейности, свързани с висшето образование и индустрията.

### Академична
Доц. д-р инж. Петко Русков е преподавател в катедра „Софтуерни технологии“ във Факултета по математика и информатика на СУ „Св. Климент Охридски.“
Петко Русков започва академичната си кариера като хоноруван асистент по програмиране и информационни системи в УНСС, София (ВИИ „Карл Маркс“) през 1981 г. Той създава и преподава, също така, дълги години курсове за специализация в областта на микропроцесори и локални мрежи към САИ (НТС). След като защитава докторска степен, през 1984 г. в областта на локални мрежи под ръководството на акад. Кирил Боянов продължава работа в изчислителния център на УНСС, първо като научен сътрудник, а от 1990 като старши научен сътрудник. Създава дисциплината „Компютърни мрежи“ (1987). В УНСС той е част от екипа, който през 1991 в партньорство с Университета в Аризона експериментира и изследва прилагането на групуер технологии в България. Петко Русков издава книга „Локални мрежи“ (1992) и първата книга на в областта на групуера през 1998 г. на кирилица. В работата си като доцент в катедра „Търговия“ в този университет (1995 – 2000) години доц. Русков създава и води учебени дисциплини „е-Търговия“ и „Групуер“. Работи и като гост доцент към СУ „Св. Климент Охридски“, ФМИ и преподава дисциплината „Групуер“.
След преместване във ФМИ на Софийския университет през 2002, доц. Русков създава магистърска програма е-Бизнес, която впоследствие разширява и с направление е-Управление. Тази програма се провежда и за два випуска студенти от Китай. През 2007 г. Петко Русков създава магистърска програма „Технологично предприемачество и иновации в информационните технологии“ в сътрудничество с Университета в Бъркли, САЩ, с помощта на глобалната ИТ компания Intel, както и коопериране с клъстера от преподаватели по предприемачество в Еврапа с активното участието на д-р Марк Харис. В рамките на програмата, доц Русков установява партньорство с Junior Achievement Bulgaria и включва в нея практическо обучение по предприемачество чрез студентски учебни компании. Работи и като Директор „Академични програми“ в Джуниър Ачийвмънт България.
Член е и на менторския екип на студентското състезание IBC Europe Coaching Team и на жури за Международно технологично състезание за разработка на иновативни решения „NASA International Space Apps Challenge 2013“.
Участва като локален експерт и ръководител на проекта за България в подготовката и изпълнението на проект за обучение на преподаватели по преприемачество.
В различни периоди от кариерата си доц. Русков е преподавал отделни курсове и в УАСГ, НБУ, Международно висше бизнес училище, ТУ – Габрово и други университети в страната и чужбина.

### Практическа
Русков участва в проекта за изграждане на локалната мрежа на Народното събрание. Като част от екипа на центъра на технологии на информационното общество в СУ, Русков участва в европейски научни проекти в експериментални области като управление на знанието и сериозни игри. Той е координатор за съдържанието в проекта за изграждане на телецентрове в 106 малки населени места в страната. Под ръководството на д-р Русков е изпълнен и проект за оптимизиране на бизнес процесите в Петрол АД.
Петко Русков има над 80 публикации на английски и български. Член е на управителния съвет на Съюз по автоматика и информатика, на номинационния комитет на Хит Барселона и на съветите на различни конференции и научни журнали на регионално ниво .